# Luís Carlos Almada Soares
Luís Carlos Almada Soares, mer känd under artistnamnet Platini, född 16 april 1986, är en kapverdiansk fotbollsspelare (anfallare) som spelar för Politehnica Iași. Han har tillbringat större delen av sin professionella karriär i Portugal. Efter ha växt upp i Paris, Frankrike, valde han sitt artistnamn efter den franske landslagsspelaren Michel Platini.

## Klubbkarriär
Platini började spela fotboll i den lokala klubben Sporting Clube da Praia. 2008 flyttade han till Portugal och skrev på för Associação Académica de Coimbra. 
Platini fick aldrig spela för klubben som istället valde att låna ut honom till två tredje divisions-klubbar i två raka säsonger, GD Tourizense och Sertanense FC. 2010 skrev han på ett treårskontrakt med CD Santa Clara i andra divisionen.
Platini spelade 19 matcher under sin första säsong i klubben, varav 11 som inhoppare. En av hans två mål kom den 31 oktober 2010 i en 2–0-hemmavinst över CF Os Belenenses.

## Landslagskarriär
Platini gjorde sin debut för Kap Verde under 2012. Han gjorde sitt första mål i landslaget den 23 januari 2013 i 1–1-matchen mot Marocko i Afrikanska mästerskapet 2013.